# Menno van Coehoorn

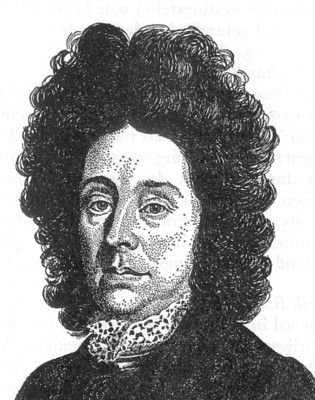
Menno van Coehoorn

Menno van Coehoorn, född 1641, död 17 mars 1704, var en nederländsk baron och militär, känd för sina insatser inom befästningskonsten.

## Biografi
Van Coehoorn kom som 16-åring i militärtjänst och avancerade under krigen mot Frankrike till överste. 1674 började han framträda som ingenjörsofficer, och de av honom uppfunna bärbara mörsarna användes med framgång vid belägringar.  
Under de följande åren blev van Coehoorn både genom sina skrifter och som ledare av arbetena vid en rad nederländska befästningar grundläggaren av den nya nederländska skolan i befästningskonsten.  
De planer han gjorde upp till befästningar var framför allt lämpade för platser i en rikt bevattnad trakt, som hans hemland. Han anordnade breda, vattenfyllda gravar, vallar som bara obetydligt höjde sig över vattnet men som inåt förstärktes genom vapenplatser och "kavaljerer" samt skyddades av talrika utanverk. Det var befästningar som kunde åstadkommas för jämförelsevis ringa kostnad men som på samma gång möjliggjorde ett segt försvar och vid varje steg erbjöd hinder för en fiendes framträngande.
För anfallet betonade van Coehoorn den stora vikten vid eldens koncentration.  
Även i pfalziska och spanska tronföljdskrigen tog van Coehoorn en betydelsefull del och blev 1697 generalfälttygsmätare. Vid sidan av Sébastien Le Prestre de Vauban var van Coehoorn sin tids främste ingenjörsofficer. 
Han har författat ett flertal arbeten, bland annat Nieuwe vestingbouw (1685).